# Zatopená Sahara
Zatopená Sahara (1905, L'invasion de la mer) je dobrodružný román s vědeckofantastickými prvky od francouzského spisovatele Julesa Verna z jeho cyklu Podivuhodné cesty (Les Voyages extraordinaires). Jedná se o poslední zcela originální Vernovo dílo. Vyšlo sice již po smrti autora, ale Verne je k tisku kompletně připravil. Další román Maják na konci světa již k tisku připravil autorův syn Michel. Podle některých názorů však Michelovy zásahy do textu byly tak nepatrné, že za poslední Vernovo originální dílo je považován až tento román.

## Obsah románu

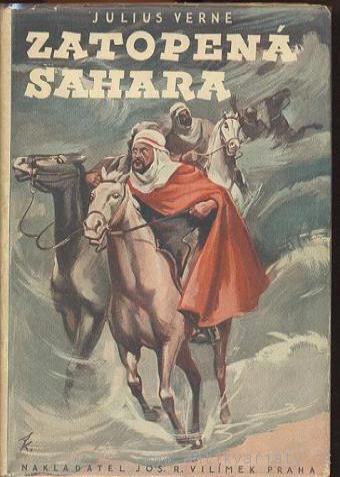
Zatopená Sahara, ilustrace Slávy Kittnera na obálce českého vydání z roku 1926 v nakladatelství Josef R. Vilímek, Praha.

Kniha, jejíž francouzský název zní Vpád moře, vypráví příběh kapitána Hardigana, který společně s francouzskými vojáky umístěnými v Tunisu doprovází inženýra Schallera na jeho průzkumu opuštěných prací kapitána Roudairea. Inženýr Schaller totiž plánuje vzkřísit Roudaireův plán vytvořit uprostřed Sahary „moře“. Projekt předpokládal vykopání kanálu dlouhého 145 km, který by zavedl vody Středozemního moře do těch oblastí Sahary, jež leží pod úrovní jeho hladiny. Vzniklo by jezero o ploše 8 000 km², které by ve prospěch francouzských koloniálních sil plnilo funkce dopravní, zavlažovací a vojenské. Společnost Saharského moře nasadila na výkop soustavy průplavů značné prostředky, včetně nově vynalezených strojů, avšak narazila na tuhý odpor domorododých Tuaregů. Pod vedením jejich náčelníka Hajdara, který nedávno uprchl z francouzského zajetí, Tuaregové přepadnou a zajmou i průzkumnou výpravu inženýra Schallera. Jejím členům se podaří uprchnout, ale jsou Tuaregy pronásledováni a málem opět dopadeni. Nakonec jsou zachránění díky zemětřesení, při kterém dojde ke zlomu a poklesu části Sahary, která je i s pronásledovateli zatopena přívalem mořské vody.
Román zdaleka nepatří k tomu nejlepšímu, co Verne napsal. Zřejmě se na textu projevily autorovy vážné zdravotní problémy a nepomohla ani pomoc autorova syna Michela.

## Ilustrace
Knihu Zatopená Sahara ilustroval Léon Benett.

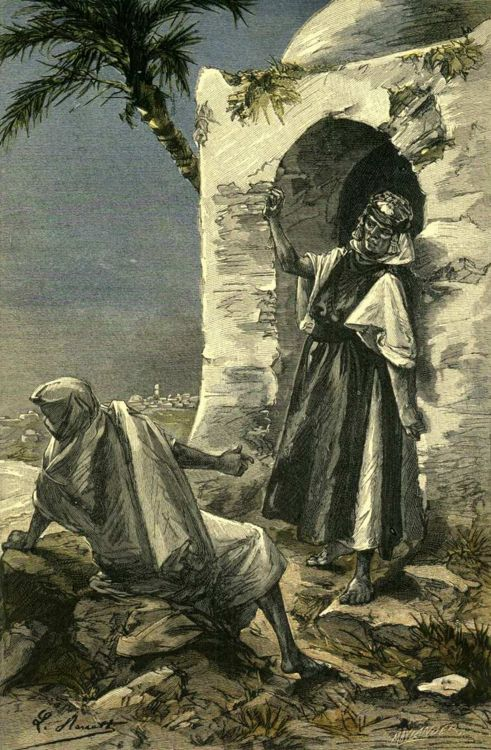
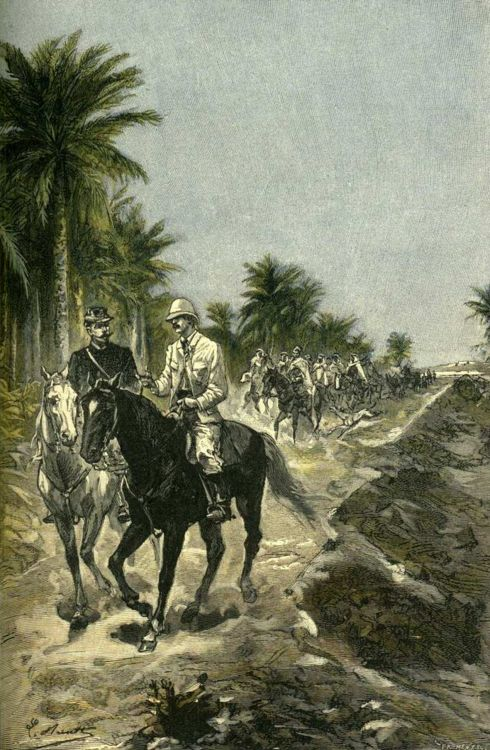
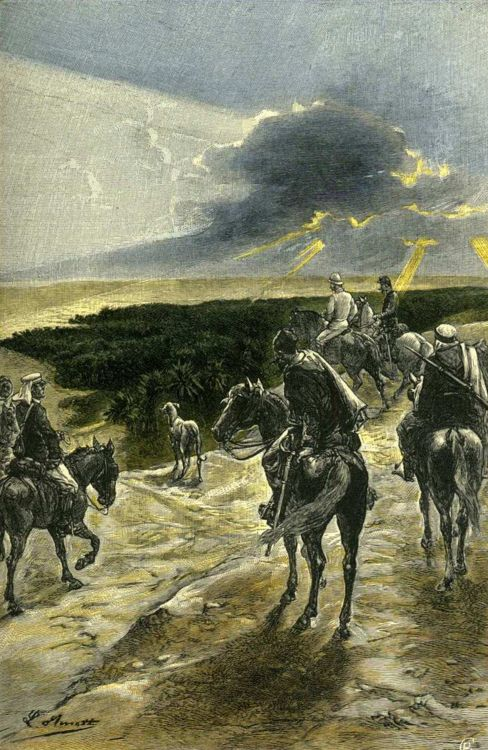
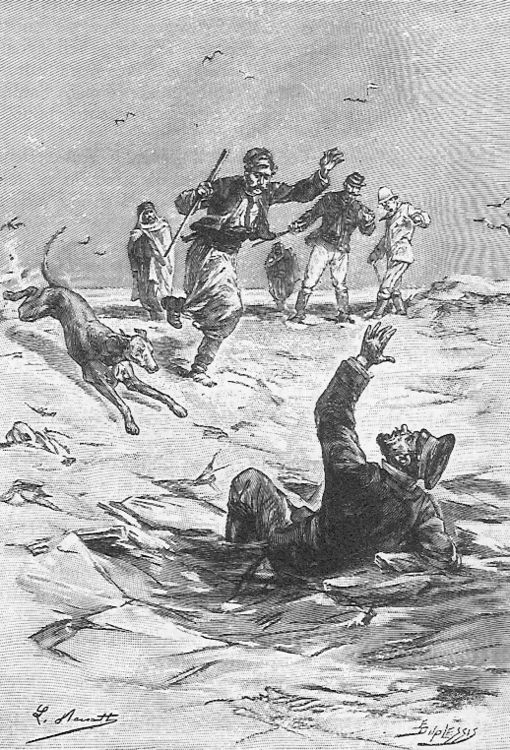
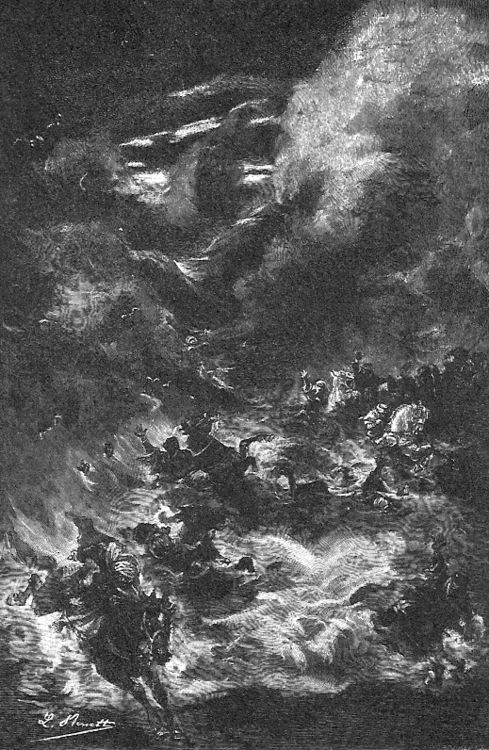

## Česká vydání
- Zatopená poušť, Eduard Beaufort, Praha 1917, přeložil Vitezslav Unzeitig
- Zatopená Sahara, Josef R. Vilímek, Praha 1908, přeložil Lubomír Petr, znovu 1926 a 1936.
- Zatopená Sahara, Návrat, Brno 1994, přeložil Lubomír Petr, znovu 1998 a 2003.
- Vpád moře, Návrat, Brno 2016, přeložil Lubomír Petr,
- Zatopená Sahara, Nakladatelství Josef Vybíral, Žalkovice 2018, přeložil Lubomír Petr.
- Zatopená Sahara, Omega, Praha 2025, přeložil Lubomír Petr.